# Spakka-Neapolis 55
Spakka-Neapolis 55 (prima Spaccanapoli) è un gruppo musicale rock-popolare napoletano.

## Formazione
Il gruppo si forma a partire dal 2000 e include il violinista e compositore Antonio Fraioli con la voce di Monica Pinto. Il gruppo prende il nome dalla famosa Spaccanapoli, una strada antichissima che divide Napoli in due metà. Nel 2004 il gruppo cambia nome e diventa Spakka-Neapolis 55 per esprimere l'incontro fra tradizione antica (Neapolis) e moderna (Spakka), con l'aggiunta del numero 55, che nella tombola napoletana sta per "'a musica".

## Discografia
- Aneme Perze – Lost Souls (2000)
- Janus (2009)

## Curiosità
- Il brano O'Mare e la loro riproposizione dell'antico canto Vesuvio sono stati inseriti nel quarto episodio della quarta stagione della serie televisiva I Soprano.

## Formazione
- Monica Pinto - voce
- Antonio Fraioli - violino, arrangiamenti / compositore
- Giacomo Pedicini - basso
- Ernesto Nobili - chitarre
- Francesco Manna - percussioni